# Titus Brandsma
Titus Brandsma, född Anno Sjoerd Brandsma 23 februari 1881 i Oegeklooster, Friesland, död 26 juli 1942 i koncentrationslägret Dachau, var en nederländsk romersk-katolsk präst, karmelitmunk och martyr. Han fördömde nazismen i skarpa ordalag vid flera tillfällen. Efter Nazitysklands invasion av Nederländerna greps Brandsma och internerades. I juni 1942 deporterades han till Dachau, där han påföljande månad mördades med en dödlig injektion. Titus Brandsma vördas som helgon inom Romersk-katolska kyrkan.
Titus Brandsma helgonförklarades den 15 maj 2022.

## Bilder
| - Titus Brandsma som rector magnificus vid Nijmegens katolska universitet år 1932. |